# کلورآرژیریت
کلورآرژیریت  (به انگلیسی: Chlorargyrite) با فرمول شیمیایی AgCl از مجموعه کانی هاست و در معرض هوا سیاه می‌شود و بایستی در تاریکی نگهداری شود. با آب تمیز می‌شود. از ترکیب شیمیایی اش مشتق شده‌است. محلول در NH4OH - به راحتی ذوب شده و Ag تولید می‌کند. Ag:۷۵٫۲۶٪  Cl:۲۴٫۷۴٪  برای اولین بار در اتازونی کشف شد و از نظر شکل بلور: شش وجهی (هگزائدر) - هگزااکتائدر - ماکله، رنگ: خاکستری - زردرنگ - قهوه‌ای رنگ - سیاه، شفافیت: غیر شفاف، شکستگی: نامنظم، جلا: صمغی - الماسی - مات، رخ: ندارد، سیستم تبلور: مکعبی و در رده‌بندی هالوژن است  و منشأ تشکیل آن زون اکسیداسیون است.
همایند کانی‌شناسی (پارانژ) آن - لیمونیت- آکانتیت- برومارژیریت- آمبولیت است
کاربرد آن: کانسار نقره، از نظر ژیزمان قشرقشر- پرده‌ای - مومی - دانه‌ای - بلوری - شکل پذیر کمیاب است و بیشتر در آلمان، آمریکا، استرالیا و شیلی یافت می‌شود.

## منبع
- پردیس کشاورزی ایران